# Express FC
Der Express Football Club ist ein ugandischer Fußballverein in Kampala. Aktuell, Stand Oktober 2024, spielt der Verein in der ersten Liga, der Ugandan Super League.

## Geschichte
Der Verein wurde 1957 gegründet und gehört zu den erfolgreichsten seines Landes. Sie werden auch als „Red Eagles“ bezeichnet, da sie komplett in roter Spielkleidung in den Heimspielen antreten. Dem Verein gelangen bisher 7 nationale Meisterschaften und 10 Pokalsiege. 1995 erreichten sie das Semifinale des African Cup of Champions Clubs, was bis dahin der größte internationale Erfolg ist.

## Erfolge
- Ugandischer Meister (7): 1974, 1975, 1993, 1995, 1996, 2012, 2021
- Ugandischer Pokalsieger (10): 1985, 1991, 1992, 1994, 1995, 1997, 2001, 2003, 2006, 2007, 2008
- East Africa Super Cup (1): 2002
- CECAFA Club Cup (1): 2021

## Spieler
- David Obua (2011–2012, 2013–2015)

## Statistik in den CAF-Wettbewerben
| Saison  | Wettbewerb                     | Runde         | Land                         | Verein                       | Heim | Auswärts       |
| ------- | ------------------------------ | ------------- | ---------------------------- | ---------------------------- | ---- | -------------- |
| 1975    | African Cup of Champions Clubs | 1. Runde      | Somalia                      | FC Horsed Mogadishu          | 1:0  | 0:0            |
|         | African Cup of Champions Clubs | 2. Runde      | Ägypten                      | Mehalla Al-Qubra             | 1:1  | 0:1            |
| 1976    | African Cup of Champions Clubs | 1. Runde      | Kamerun                      | Caiman de Douala             | 1:0  | 0:1 (Pen: 4:3) |
|         | African Cup of Champions Clubs | 2. Runde      | Nigeria                      | Enugu Rangers                | 2:2  | 0:0            |
| 1986    | CAF Cup Winners                | 1. Runde      | Ägypten                      | Al-Ahly Cairo                | 1:0  | 0:2            |
| 1989    | African Cup of Champions Clubs | 1. Runde      | Eswatini                     | Mbabane Highlanders          | 4:0  | 1:2            |
|         | African Cup of Champions Clubs | 2. Runde      | Simbabwe                     | Zimbabwe Saints Bulawayo     | 1:0  | 0:1 (Pen: 3:4) |
| 1990    | African Cup of Champions Clubs | 1. Runde      | Sambia                       | Nkana FC                     | 0:1  | 1:3            |
| 1992    | CAF Cup Winners                | 1. Runde      | Sudan                        | Al-Merreikh Khartoum         | 1:1  | 0:1            |
| 1993    | CAF Cup Winners                | 1. Runde      | Sudan                        | Al-Merreikh Khartoum         | 2:0  | 0:3            |
| 1994    | African Cup of Champions Clubs | 1. Runde      | Ägypten                      | Zamalek SC Giza              | *    |                |
| 1995    | African Cup of Champions Clubs | 1. Runde      | Dschibuti                    | FNS Djibouti                 | 7:0  | 2:0            |
|         | African Cup of Champions Clubs | 2. Runde      | Kamerun                      | Aigle Royal Nkongsamba       | 3:0  | 0:1            |
|         | African Cup of Champions Clubs | Viertelfinale | Simbabwe                     | Dynamos Harare               | 0:1  | 2:1            |
|         | African Cup of Champions Clubs | Halbfinale    | Südafrika                    | Orlando Pirates              | 1:1  | 0:1            |
| 1996    | African Cup of Champions Clubs | Vorrunde      | Mauritius                    | Sunrise United Flacq         | 1:0  | 1:3            |
| 1997    | CAF Champions League           | Vorrunde      | Tansania                     | Young Africans Dar-es-Salaam | 1:0  | 0:0            |
|         | CAF Champions League           | 1. Runde      | Simbabwe                     | CAPS United Harare           | 4:2  | 2:5            |
| 1998    | CAF Cup Winners                | 1. Runde      | Sudan                        | Al-Mourada Khartoum          | 1:0  | 0:0            |
|         | CAF Cup Winners                | 2. Runde      | Tunesien                     | Esperance Tunis              | 1:0  | 0:2            |
| 1999    | CAF Cup                        | 1. Runde      | Eritrea                      | Medlaw Megbi Asmara          | 6:0  | 0:1            |
|         | CAF Cup                        | 2. Runde      | Tunesien                     | Etoile du Sahel Sousse       | 0:2  | 0:2            |
| 2002    | CAF Cup Winners                | 1. Runde      | Ägypten                      | Ghazl Al-Mehalla             | 2:1  | 1:2 (Pen 1:4)  |
| 2003    | CAF Cup                        | 1. Runde      | Sambia                       | Green Buffaloes Lusaka       | 1:1  | 1:2            |
| 2004    | CAF Confederation Cup          | Vorrunde      | Äthiopien                    | Ethiopian Bunna Addis-Abeda  | 2:1  | 0:0            |
|         | CAF Confederation Cup          | 1. Runde      | Nigeria                      | Lobi Stars Makurdi           | 1:1  | 0:3            |
| 2008    | CAF Confederation Cup          | Vorrunde      | Burundi                      | AS Inter Star Bujumbura      | 1:0  | 0:1 (Pen: 5:4) |
|         | CAF Confederation Cup          | 1. Runde      | Demokratische Republik Kongo | AS Vita Club Kinshasa        | 0:0  | 0:0 (Pen: 2:4) |
| 2021/22 | CAF Champions League           | Vorrunde      | Sudan                        | al-Merreikh Omdurman         | 2:1  | 0:1            |

| Teilnahmen | Spiele | Sieg | Remis | Verl. | Tore  | Punkte |
| 18         | 56     | 20   | 13    | 23    | 59:55 | 73     |
| ---------- | ------ | ---- | ----- | ----- | ----- | ------ |

- 1994: Express FC nach der Auslosung zurückgezogen aus dem Wettbewerb.